# فولخنسیا رومای
فولخنسیا رومای (اسپانیایی: Fulgencia Romay‎؛ زادهٔ ۱۶ ژانویهٔ ۱۹۴۴) دونده اهل کوبا بود.